# Gare de Kokkola
La gare de Kokkola (en finnois : Kokkolan rautatieasema) est une gare ferroviaire finlandaise située à Kokkola en Finlande.

## Histoire
En 2008, la gare a accueilli  264 000 voyageurs.